# Hemithyrsocera irregularitervittata
Hemithyrsocera irregularitervittata es una especie de cucaracha del género Hemithyrsocera, familia Ectobiidae.

## Distribución
Esta especie se encuentra en Indonesia (Sumatra, islas Mentawai e isla de Java) e isla de Borneo.